# Tren ligero de la Autoridad de Transporte del Valle de Santa Clara
El tren ligero de la Autoridad de Transporte del Valle de Santa Clara (también conocido como el tren ligero de la VTA; Santa Clara Valley Transportation Authority light rail) es un sistema de tren ligero que abastece al Valle de Santa Clara en el condado de Santa Clara, California. El sistema es administrado por la Autoridad de Transporte del Valle de Santa Clara. Inaugurado el 12 de diciembre de 1987, actualmente el sistema cuenta con 3 líneas y 62 estaciones.